# Запис Петронијевића шљива (Риђаге)
Запис Петронијевића шљива (Риђаге) се налази на парцели чији је власник Бандукић Миленко.

## Локација
| Општина             | Чачак                                                                       |
| Катастарска општина | Риђаге                                                                      |
| Потес               | Отаве                                                                       |
| Координате          | 43° 53′ 11″ С; 20° 16′ 09″ И / 43.886499999999998° С; 20.269200000000001° И |
| Надморска висина    | 425m                                                                        |

## Карактеристике
Дендрометријске вредности утврђене на терену и сателитским снимцима:
| Стабло                     | Шљива |
| Висина стабла              | m     |
| Обим дебла                 | m     |
| Пречник крошње             | 5m    |
| Пречник дебла              | m     |
| Висина дебла до прве гране | m     |

## База записа
Запис је у оквиру Викимедија пројекта "Запис - Свето дрво" заведен под редним бројем 0569.